# جمبري بيجار
يشير مصطلح جمبري بيجار (بالفرنسية: Crevette Bigeard) إلى طريقة التعذيب التي ابتكرها الجنرال الفرنسي مارسيل بيجار ضد مجاهدي جبهة وجيش التحرير الوطني الجزائري خلال ثورة التحرير الجزائرية، وبشكل خاص في معركة مدينة الجزائر سنة 1957.
تتمثّل الطريقة في غرس أرجل الضحايا داخل قوالب إسمنتية وتركهم على هذه الحال حتى يجف الإسمنت، وبعدها يُحملون في طائرات عسكرية ويُرموا في عرض البحر الابيض المتوسط، حيث يموتون غرقا. وقد كشفت رئيسة الهيئة الجزائرية لمناهضة الفكري الاستعماري، المحامية فاطمة الزهراء بن براهم، أن بحارة وصيادين جزائريين عثروا على هذه القوالب الإسمنتية وبداخلها آثار أقدام.
وقد استخدم هذه الطريقة الجنرال بيجار كجزء من الحرب النفسية ضد خلايا الفدائيين لجبهة التحرير الجزائرية في العاصمة وشملت الشيوخ والنساء وحتى الأطفال وأحيانا كان يربط مع الضحية زوجته وأطفاله معا قبل رميهم من الطائرة، وقد كان بيجار قد كُلِّفَ من طرف القيادة الفرنسية في نهاية سنة 1956 بمهمة القضاء على معركة مدينة الجزائر العاصمة بأي ثمن، و لعب بيجار دورا كبيرا في ممارسة طرق جديدة من التعذيب واستباح كل الممارسات القمعية لتحقيق أهدافه العسكرية، حتى اقترن ذكر اسمه بالممارسات الوحشية ومظاهر التعذيب أثناء الثورة التحريرية في الجزائر. 